# Динамический порт
Динамический порт, или Эфемерный порт, — временный порт, открываемый соединением межсетевого протокола транспортного уровня (IP) из определённого диапазона программного стека TCP/IP.

## Описание
Динамический порт обычно используется протоколами TCP, UDP или SCTP в качестве порта на стороне клиента в соединениях типа клиент-сервер, когда приложение не связывает сокет с каким-либо определённым номером порта, либо для серверного приложения при необходимости сохранить свободным для чтения данных какой-либо из общеизвестных портов служб, и для установки соединения сервиса с хостом клиента.
Динамический порт назначается только на время соединения. После завершения сеанса соединения порт снова становится свободен для использования, хотя в большинстве реализаций просто происходит увеличение номера последнего использованного порта на единицу вплоть до исчерпания всего диапазона динамических портов.
IANA зарезервировала для использования в качестве динамических порты 49152 — 65535.
FreeBSD использует стандартный диапазон IANA начиная с версии 4.6. Предыдущие версии Berkeley Software Distribution (BSD) использует в качестве динамических порты 1024 — 4999, хотя в большинстве случаев желательно увеличить их число.
Многие версии ядра Linux используют в качестве динамических порты 32768 — 60999 (диапазон задаётся в файле /proc/sys/net/ipv4/ip_local_port_range).
Microsoft Windows (здесь не указано в каких версиях windows используются 1025-5000, но это однозначные старые версии windows, пожалуйста, уточните) использует в качестве динамических порты 1025 — 5000. Однако начиная с версии Vista и Server 2008 использует диапазон портов IANA.
В ОС Solaris версии 2.2 и выше диапазон динамических портов TCP и UDP по умолчанию 32768 — 65535, однако может быть заменён администратором на стандартный.